# Moteur V24

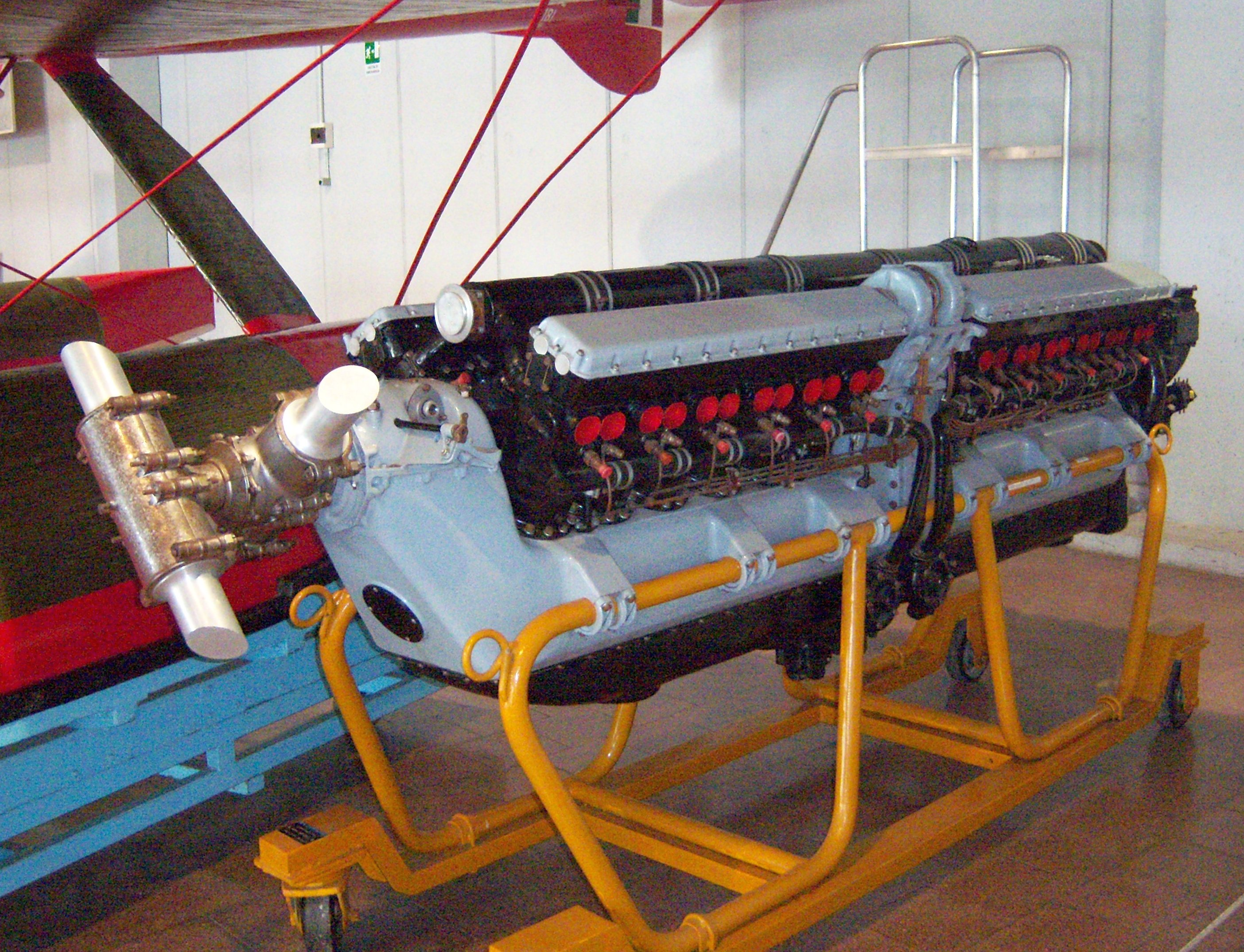
Moteur d'avion Fiat AS.6

Un moteur V24 est un moteur à piston de 24 cylindres dans lequel deux rangées de douze cylindres sont disposées dans une configuration en forme de V autour d'un seul vilebrequin. La majorité des moteurs V24 sont cependant des moteurs « double V12 » où deux moteurs V12 séparés sont placés en ligne l'un avec l'autre pour des raisons pratiques et économiques.

## Moteur d'avion Fiat AS.6
Ce moteur d'avion V24 a été construit au début des années 1930 pour l'avion Macchi MC72 destiné à participer aux courses aériennes du Trophée Schneider de 1931. Ce moteur a en réalité été formé en montant deux moteurs Fiat AS.5 V12 l'un derrière l'autre, le moteur avant alimentant l'hélice arrière et le moteur arrière alimentant l'hélice avant. La cylindrée totale était de plus de 50 L et la puissance de sortie combinée était d'environ 2 900 hp (2 160 kW).
Des problèmes mécaniques ont empêché l'avion de concourir au Trophée Schneider. Cependant le Macchi MC72 a atteint une vitesse de pointe moyenne de 709 km/h (440 mi/h) le 23 octobre 1934 ce qui a établi le record pour un hydravion à pistons, toujours détenu aujourd'hui.

## Detroit Diesel 24V71
Le moteur Detroit Diesel Series 71 24V71 de 27,9 L de cylindrée et 2 000 ch ont été fabriqués de 1994 à 1997.

## Jenbacher J624
L'un des rares moteurs V24 actuellement en production est le moteur à gaz autrichien Jenbacher J624 destiné à la production d'électricité et aux applications de cogénération. Le moteur utilise une turbocompression à deux étages et, avec un alésage et une course de 190 mm sur 220 mm de diamètre, la cylindrée du moteur 24 cylindres est de 149,7 L. Selon l'application, le moteur peut fonctionner avec différents carburants, le groupe électrogène génère jusqu'à 4 507 kW de puissance électrique.